# Нарендра Моди
Нарендра Дамодардас Моди (на гуджарати: નરેન્દ્ર મોદી) е индийски политик от Индийската народна партия. Той е министър-председател на Индия от 2014 година
Той е роден на 17 септември 1950 година в градчето Ваднагар в семейството на дребен търговец. Завършва политически науки в Гуджаратския университет в Ахмедабад. От ранна възраст участва активно в радикалната националистическа Национална доброволческа организация, а от 1987 година и в Партията на индийския народ. През 2001 година става първи министър на Гуджарат, а през 2014 година е кандидат на дясната коалиция Национален демократически алианс за министър-председател на Индия.